# Мадонський район
Мадонський район (латис. Madonas rajons) розташований за 157 км на схід від міста Рига. Район межує з Огрським, Резекненським, Цесіським, Гулбенським, Балвським, Прейльським, Єкабпілським, Айзкраукльським районами Латвії.
Адміністративний центр району — місто Мадона.
Площа району — 3 349 300 га.